# Шуреихо
Шуреихо (јап. 守礼法) је стил каратеа настао 2007. године у Србији спајањем делова борилачких традиција четири породице са Окинаве (Мацумура, Хигаонна, Уечи и Накаима), са примесама из још неколико стилова. Представља свеобухватан борилачки систем који користи технике тигра и ждрала, голоруке технике борбе и технике са оружјем, технике ударања и рвања итд., уз коришћење анатомских слабости организма и уметности напада на виталне тачке тела - кјушо (急所). Вежбање стила се базира на бунбу рјодо (文武 両道) принципу, односно правилу да се вештина мора изучавати и теоретски и практично.
Уопштено, Шуреихо укључује следеће технике, знања и тренинг системе:
- 108 техника удараца и блокова - рукама и ногама
- технике падова
- 54 технике бацања
- 72 технике захвата држања, полуга и гушења (у стојећем ставу и у партеру).
- Систем договореног, полуслободног и слободног спаринга уз употребу свих горенаведених техника.
- Стари кинески тренинг систем "слепљених руку" (тренинг осећаја) који је почетком двадесетог века "пренет" на Окинаву и од кога је касније развијена Теншо ката.
- 54 самоодбрамбене комбинације изведене из ката, уз коришћење Кјушо виталних тачака тела.
- Стандардни карате систем загревања, истезања, вежби снаге, издржљивости итд.
- Од реквизита практикује се рад на Макивари, са Саши теговима, Чииши теговима, Такетоу, Какете (дрвена лутка), џаку и још неколико других карате реквизита.
- 108 виталних тачака (36 основних и 72 додатне).
- 72 технике реанимације противника - Кацу.
- 5 оружја каратеа: Бо (Рокушаку бо и Ханбо), Саи, Нунчаку, Тонфа и Кама

## Шин Чи Таи 心知体 - делови
Шинрен 心錬 - Прерада срца
- Тецугаку 哲学 - филозофија
- Игаку 医学 - медицина

Чирен 知錬 - Прерада знања
- Шакаигаку 社会学 - друштвене науке
- Сугаку 数学 - математика
- Буцуригаку 物理学 - физика

Таирен 体錬 - Прерада тела
- Танрен хо 鍛錬法 - традиционални тренинг
- Атеми 当て身 - метод ударања
- Тегуми 手組 - метод контроле
- Кобудо 古武道 - оружја

Шинрен и Чирен представљају теоријске делове вештине (Бун 文) и обухватају пет главних теоријских области карате-а. Таирен представља практични део вештине (Бу 武). Заједно чине бунбу рјодо, свеобухватан приступ у изучавању каратеа.

## Ката 型
У Шуреихо-у се вежба 12 карате ката, од чега:
- две базичне кате (Санчин и Теншо),
- пет Шорин-рју (Шури-те и Томари-те) ката и
- пет Шореи-рју (Наха-те) ката.

У Кобудо-у се практикује 8 Кобудо ката. Три кате су са Бо, две са Саи и по једна са Тонфа, Нунчаку и Кама. Као додатак проучавају се вештина бацања оштрих предмета (Шурикен ђуцу) и стара јапанска вештина везивања противника.
Листа ката 型 које се вежбају у оквиру Шуреихо каратеа:

##### Карате ката 空手型
- Санчин 三戦
- Теншо 転掌
- Сеисан 十三
- Наиханчи 内歩進
- Пассаи 披塞
- Ваншу 汪楫
- Кушанку 公相君
- Сеипај 十八
- Паику 白虎
- Хеику 黒虎
- Аннан 安南
- Хакуцуру 白鶴

##### Кобудо ката 古武道型
- Сакугава но кон 佐久川の棍
- Токумине но кон 徳嶺の棍
- Суејоши но кон 末吉の棍
- Јакаа но саи 屋嘉阿の釵
- Чатанјара но саи 北谷屋良の釵
- Јарагува но тонфа 屋良小のトゥンファー
- Маезато но нунчаку 前里のヌンチャク
- Хамахига но кама 浜比嘉の鎌

## Програм обуке
Целокупан програм обуке заснива се на Менкјо 免許 систему преношења знања и подељен је на следеће нивое и фазе:
- Шоден 初伝 - прва традиција

- I фаза - обука до жутог појаса
- II фаза - обука до зеленог појаса

- Чуден 中伝 - средња традиција

- III фаза - обука до браон појаса
- IV фаза - обука до црног појаса

- Окуден 奥伝 - скривена традиција

- V фаза - обука до црвено-белог појаса

- Каиден 皆伝 - комплетна традиција

- VI фаза – даље усавршавање

## Систем рангирања
Стил има јединствен систем рангирања. Уместо за карате уобичајеног Кју/Дан система у Шуреихо-у постоје следећа звања и титуле.

##### Ученичка звања - Кју 級
- Кохај 後輩 - млађи ученик

- 5. Кју 五級 - жути појас
- 4. Кју 四級 - наранџасти појас

- Сенпај 先輩 - старији ученик

- 3. Кју 三級 - зелени појас
- 2. Кју 二級 - плави појас
- 1. Кју 一級 - браон појас

##### Мајсторске титуле - Шого 称号
- Шидоин 指導員 - црни појас, мајстор
- Шидоши 士道師 - црвено- бели појас, учитељ
- Соке 宗家 - црвени појас, глава породице

Програм за свако звање укључује и практично и теоријско изучавање вештине.
Ученички ниво је идентичан као у свим стиловима каратеа и састоји се од пет разреда означених различитом бојом појасева. Он представља основну школу и траје пет година.
Вежбање на нивоу мајстора траје такође 5 година и завршава се стицањем црвено-белог појаса и титуле Шидоши.